# Anoplognathus flindersensis
Anoplognathus flindersensis är en skalbaggsart som beskrevs av Phillip B. Carne 1981. Anoplognathus flindersensis ingår i släktet Anoplognathus och familjen Rutelidae. Inga underarter finns listade i Catalogue of Life.